# Dunkle Blattlausschwebfliege
Die Dunkle Blattlausschwebfliege (Parasyrphus lineolus) ist eine Fliege aus der Familie der Schwebfliegen (Syrphidae).

## Merkmale
Die Art zählt mit einer Körperlänge von 8 bis 10 mm zu den mittelgroßen Schwebfliegen. Die Fühler sind dunkelbraun bis schwarz, die Augen unbehaart. Auf dem dunkelgelben Gesicht befindet sich eine schwarze Mittelstrieme. Bei den Weibchen ist die Stirn dunkel und die Seiten hell bestäubt. Das Mesonotum ist metallisch schwarz glänzend. Das Schildchen ist schwarz behaart und rotgelb. Der mittelbreite schwarze Hinterleib ist an den Rändern eingebogen und besitzt am zweiten Segment zwei gelbe Flecken. Am dritten und vierten Segment sind gelbe Binden zu erkennen. Die Flügel sind leicht bräunlich und haben ein schwarzbraunes Randmal. Die Beine sind mit Ausnahme der komplett schwarzen Hinterbeine schwarzbraun, die Ansätze der Vorder- und Mittelschienen sowie die Gelenke sind dazu heller. Die Dunkle Blattlausschwebfliege kann mit der Art Helle Blattlausschwebfliege (Parasyrphus annulatus) verwechselt werden, die aber hellere Fühler und Beine besitzt, sowie mit Parasyrphus vittiger die dunkle Fühler, ein gelbliches Flügelmal (Pterostigma) und helle Beine hat.

## Vorkommen
Sie ist in Europa, Sibirien, China und Nordamerika verbreitet. In Mitteleuropa ist sie im Gebirge nicht selten. Bevorzugt Nadelwald (Tannen, Fichten) und Nadelbaumplantagen, dort am Waldrand und an Lichtungen. Sie fliegen von April bis Juli, in größeren Höhen sogar bis August.

## Lebensweise
Die Imagines bewegen sich die meiste Zeit ihres Lebens auf Bäumen oder Büschen (arboreal). Sie fliegen aber auch herab, um Blumen zu besuchen, dort an Doldenblütlern aber auch an Blutwurz, Brombeere und Himbeere. Wanderart sowie oligovoltin mit 2–3 Generationen pro Jahr. Die Larven ernähren sich von Blattläusen (zoophage) und können bis in die Fichtenkronen vorgefunden werden. Ein Anteil der Larven überwintert in totem Pflanzenmaterial auf dem Waldboden.